# Museo del Castro de Viladonga
El Museo del Castro de Viladonga es un museo situado a un lado del castro de Viladonga, en la parroquia del incluso nombre, perteneciente al ayuntamiento de Castro de Rey (España), fue concebido para guardar, investigar y exponer todos los materiales procedentes de las excavaciones del castro realizadas a partir del año 1971.
Se sitúa en un bancal exterior entre las dos últimas murallas del lado este del castro.

## Historia
Se comenzó a construir en el año 1975 la instancias del arqueólogo Manuel Chamoso Lamas y el apoyo del entonces Subdirector General de Bellas Artes, Ramón Halcón Rodríguez, natural del ayuntamiento. Siguiendo el diseño de Carlos Fernández-Gago y con los fondos del Ministerio de Educación y Ciencia y la Fundación Pedro Barrié de la Maza remataron las obras en el año 1977.
El 10 de mayo de 1983, con el informe favorable de la Junta Superior de Museos se creó por orden ministerial el Museo Monográfico del castro de Viladonga como dependiente del Patronato Nacional de Museos. Tras el acondicionamiento del edificio el museo fue inaugurado oficialmente el 29 de noviembre de 1986.
En el año 1989 la gestión del museo pasó a la Consejería de cultura de la Junta de Galicia. En ese entonces se formuló la necesidad de acometer una ampliación y reforma del edificio. El arquitecto del nuevo proyecto fue José Luis Arias Jordán, desarrollándose las obras entre el año 1991 al año 1994.